# New Dawn Fades
"New Dawn Fades" é uma canção do álbum de estréia da banda pós-punk Joy Division, lançada em 1979. Sua abertura é uma amostra invertida e fortemente modificada da música anterior, "Insight", presumivelmente feita por Martin Hannett na pós-produção. A música conta com um riff de guitarra ascendente de Bernard Sumner tocado contra um riff de baixo descendente de Peter Hook. A música usa a mesma progressão, mas cresce em intensidade à medida que progride, atingindo seu pico com Ian Curtis cantando "eu, me vendo desta vez, esperando por outra coisa", terminando com um solo de guitarra. É o encerramento do lado A de Unknown Pleasures. É também uma das poucas músicas da banda com duas guitarras distintas tocando, uma distorcida e outra elétrica pura pegando notas dos acordes.
Foi regravada por Moby em conjunto com o New Order. Há versões acústicas do ex-guitarrista do Red Hot Chili Peppers, John Frusciante. O grupo de ambient techno The Sight Below a regravou em seu segundo álbum, It All Falls Apart, com os vocais de Jesy Fortino, da Tiny Vipers. A banda Rheinallt H Rowlands também gravou uma versão da canção, cantada em galês.
"New Dawn Fades" já apareceu em vários filmes. Em Heat (1995), uma versão instrumental do cover de Moby tocada durante a perseguição de carros que leva ao primeiro encontro de Al Pacino e Robert De Niro na tela. Também foi usada no remake de 2005 de House of Wax, e uma versão ao vivo foi apresentada no indicado ao Óscar de 2006, Reprise. Uma versão instrumental foi produzida por Christopher Drake em Batman Year One Soundtrack. Foi mais recentemente usada na trilha sonora do filme The Equalizer (2014), de Antoine Fuqua, estrelado por Denzel Washington. Também está na trilha sonora de ACAB – All Cops Are Bastards.